# Зайцева, Ирина Павловна
Зайцева Ирина Павловна (р. 19 июня 1955, поселок Поной, Саамский район, Мурманская область, Россия) — общественная и образовательная деятельница, доктор филологических наук Украины (2009) и Российской Федерации (2003), профессор (2010).

## Образование
1973—1977 — училась на филологическом факультете Луганского государственного педагогического института им. Тараса Шевченко (специальность «учитель русского языка и литературы в средней школе»).

## Трудовая деятельность
1972—1973 — работала воспитателем детского сада-яслей № 12 г. Ворошиловграда.
1973—1977 — студентка филологического факультета Ворошиловградского государственного педагогического института (ВГПИ) имени Т. Г Шевченко.
Сентябрь-декабрь 1977 г. — библиотекарь читального зала ВГПИ имени Т. Г Шевченко.
1978—1989 — работала на кафедре русского языка ВГПИ имени Т. Г Шевченко: преподавателем на условиях почасовой оплаты (январь-август 1978); преподавателем на условиях трудового соглашения (сентябрь-октябрь 1978); ассистентом (сентябрь 1978 — ноябрь 1983); старшим преподавателем (ноябрь 1983 — октябрь 1989).
1989—1990 — преподаватель кафедры русского и украинского языков Киевского государственного медицинского института имени А. А. Богомольца.
1990—1999 — доцент кафедры русского и общего языкознания ВГПИ имени Т. Г Шевченко (с 1998 года — университета).
1999—2002 — докторант кафедры русского языка Московского педагогического государственного университета.
2003—2008 — профессор кафедры русского языкознания и коммуникативных технологий Луганского национального университета имени Тараса Шевченко.
Август 2008 — апрель 2010 — проректор по научной работе Луганского государственного института культуры и искусств.
Во время работы заведующей кафедры социально-гуманитарных дисциплин Луганского института культуры и искусств, перевела преподавание дисциплин «История Украины» и «История украинской культуры» с украинского на русский язык, на чём не остановилась и предложила филологам преподавать украинский язык по-русски, оставив по-украински только примеры.
С 12 апреля 2010 по 7 января 2011 года — заместитель министра образования и науки Украины (при министре Дмитрии Табачнике).
С 5 января 2011 года — директор Украинского центра оценивания качества образования. Уволена с этой должности 23 марта 2014 года «за однократное грубое нарушение трудовых обязанностей» (пункт 1 части первой статьи 41 Кодекс законов о труде Украины).
С 2014 года — профессор кафедры русского языка Национального педагогического университета имени Н. Н. Драгоманова.
Около 200 представителей украинской интеллигенции написали открытое письмо к ректору Киевского педагогического университета и министру образования с просьбой освободить «агрессивную украинофобку и коррупционерку» из указанного университета. Зайцева была освобождена и переехала в белорусский Витебск, где заняла должность заведующей кафедрой мировых языков Витебского государственного университета имени П. М. Машерова.

## Общественная деятельность
С 1998 г. — заместитель председателя Луганского областного отделения Украинской ассоциации преподавателей русского языка и литературы.
С 2004 г. — руководитель департамента образования общественной организации «Луганский областной российский центр».
В марте 2006 г. избрана депутатом Луганского областного совета.
Член Партии регионов.
Активный поборник русского языка на Украине, выступала за двуязычие и активное внедрение русского языка в образовании, в частности, выступала за отмену прохождения ВНО исключительно на украинском языке. В совершенстве владеет русским и украинским языком, хотя украинский язык не использует. Выступала против националистического воспитания украинской молодёжи.
В июне 2016 года приняла участие в конференции «Русский язык в поликультурном мире», проходившей в Крыму.

## Научная деятельность
Специалист в области русской филологии. Круг научных интересов: проблемы исследования художественного вещания, драматургический дискурс как феномен, лингвокультурные основы перевода, коммуникативная лингвистика, психолингвистика, теория и прикладные аспекты современного русского языка, ономастика, проблемы русского языка в сопоставлении с украинским языком.
Имеет более 220 публикаций, среди которых: 2 научные монографии, 4 учебно-методических пособия, свыше 190 научных статей.
Под научным руководством Зайцевой подготовлено и защищено 12 кандидатских и 2 докторских диссертации.
Член редакционных коллегий сборников научных трудов «Восточнославянская филология», «Горизонты современной лингвистики», «Система и структура восточнославянских языков».
Член президиума Украинской ассоциации преподавателей русского языка и литературы.

## Награды
- Медаль «За заслуги перед Луганщиной» III степени (2010)
- Почётная грамота Главного управления Государственной службы Украины (2010)
- Медаль «За содействие противодействия правонарушениям в детской среде» МВД Украины
- Нагрудный знак «За научные достижения» (2011)
- Лауреат Всеукраинской премии «Женщина ІІІ тысячелетия» в номинации «Рейтинг» (2012).

## Семья
Сын — Ткачук Алексей Аркадьевич (род. 1 августа 1991 г., Луганск)